# Albrecht Schackow
Albrecht Schackow (* 19. Oktober 1907 in Bremen; † 26. März 1994 in Bremen) war ein deutscher Jurist und Vertreter im Schiffsbankwesen.

## Biografie
Schackow war der Sohn eines Ingenieurs. Er war mit Eva Albers verheiratet; beide hatten zwei Töchter. 

### Ausbildung und Beruf
Er absolvierte von 1914 bis 1917 die Volksschule August Hartung, von 1917 bis 1926 das Alte Gymnasium in Bremen und studierte von 1926 bis 1929 Rechtswissenschaften an der Universität Freiburg im Breisgau, der Universität München und der Universität Göttingen. Seit 1926 war er Mitglied (später Ehrenmitglied) des Corps Hasso-Borussia Freiburg.
1929 erfolgte das Referendarexamen am Oberlandesgericht Celle und 1930 seine Promotion zum Dr. jur. in Göttingen. Von 1931 bis 1933 war er abschließend als Referendar in Bremen tätig.
1934 wurde er Syndicus und Leiter der Rechtsabteilung des Norddeutschen Lloyd (NDL) in Bremen und zeitweise auch Syndikus der „Nordsee“ Deutsche Hochseefischerei in Bremerhaven. Im Zweiten Weltkrieg war er Geschäftsführer des Verbandes Deutscher Reeder in Hamburg und von 1942 bis 1948 Mitarbeit in der Hamburger Schiffsmaklerfima Leith & Co.
Nach dem Krieg eröffnete er 1948 eine Praxis als Rechtsanwalt und Notar in Bremen. Die 1950 gegründete Sozietät Dr. Schackow & Partner, zusammen mit Fritz Hobelmann, residierte zunächst am Liebfrauenkirchhof und ab 1953 am Domshof Nr. 17. Sie spezialisierte sich auf das Seerecht sowie auf Schiffsfinanzierungen und Schiffsregistrierung. 1949 war er bei der Gründung der Deutschen Schiffahrtsbank führend tätig und wurde Vorstandsvorsitzender und später Aufsichtsratsvorsitzender der Bank, die 1989 Teil der Deutschen Schiffsbank wurde.

### Weitere Ämter
Seit 1935 war Schackow Mitglied der Diakonie, dann der Alt-Diakonie der Domgemeinde in Bremen und von 1956 bis 1973 Bauherr am Bremer Dom sowie um 1972 Verfasser der Domverfassung.
Er war seit 1949 Vorstandsmitglied und von
1951 bis 1973 Vorsitzender des Vorstands der Deutschen Schiffsbank AG, 1949 bis 1966 Vorstandsmitglied und 
von 1966 bis 1976 Aufsichtsratsmitglied der Deutschen Schiffspfandbriefbank AG in Berlin, von 1952 bis 1974 Vorsitzender des Verbands deutscher Schiffsbanken und Mitglied des Hauptausschusses des Bundesverbands deutscher Banken sowie Stellvertretender Vorsitzender des Aufsichtsrates der Borgward Werke
Seit 1955 war er Mitglied und seit 1964 Vorsitzender des Aufsichtsrates der Dampfschifffahrts-Gesellschaft „Neptun“ (heute Sloman Neptun Schiffahrts AG).
Seit 1956 war er Mitglied und seit 1972 Vorsteher von Haus Seefahrt.
Weiterhin war er u. a. Vorsitzender des Aufsichtsrates der Minerva Versicherungs-Aktiengesellschaft, Mitglied des Aufsichtsrates der Hapag-Lloyd AG, Stellvertretender Vorsitzender des Aufsichtsrates der Deutschen Schiffskreditbank A.G. Duisburg.

## Ehrungen
- Ehrenmitglied des Kuratoriums Deutsches Schifffahrtsmuseum
- Ehrenmedaille der Amicale Internationale des Capitaines au Long Cours, Cap Horniers
- Ehrenmitglied der Companie der Schwarzen Häupter in Riga

## Weblink
- dr.albrecht schackow

| Personendaten    | Personendaten                    |
| ---------------- | -------------------------------- |
| NAME             | Schackow, Albrecht               |
| KURZBESCHREIBUNG | deutscher Jurist und Bankmanager |
| GEBURTSDATUM     | 19. Oktober 1907                 |
| GEBURTSORT       | Bremen                           |
| STERBEDATUM      | 26. März 1994                    |
| STERBEORT        | Bremen                           |